# 八千乡
八千乡，是中华人民共和国河南省郑州市新郑市下辖的一个乡镇级行政单位。根据国家统计局网站数据，2018年时已归郑州航空港经济综合实验区管辖。

## 行政区划
八千乡下辖以下地区：
高夏村、坟后吕村、枣陈村、苗庄村、东王马村、王家庄村、湾左村、刘店村、八千村、河南王村、吕槐村、丁庄村、双楼村、君赵村、小合庄村、小李庄村、香炉朱村、花园村、沙张村、路庄村、二郎店村、梅河村、李久昌村、邢庄村、楼刘村、宋家庄村和大闫庄村。